# فرنسيس بيير
فرنسيس بيير (بالفرنسية: Francis Pierre)‏ هو عازف قيثار ‏ فرنسي، ولد في 9 مارس 1931 في أميان في فرنسا، وتوفي في 12 فبراير 2013 في فيلنوف سان جورج في فرنسا.